# Палацоло (Катанија)
Палацоло је насеље у Италији у округу Катанија, региону Сицилија.
Према процени из 2011. у насељу је живело 1608 становника. Насеље се налази на надморској висини од 322 м.